# Oniticellus tesselatus
Oniticellus tesselatus  (лат.) — вид жесткокрылых насекомых из подсемейства скарабеин внутри семейства пластинчатоусых. Распространён на Шри-Ланке, в южной Индии, на островах Ява и Борнео, в Сабахе и Малайзии. Обитают во влажных тропиках. Населяют прибрежные пески. Имаго активны во время муссонов и в засушливый сезон. Длина тела имаго около 9,5 мм. 